# Cestrum aurantiacum
Cestrum aurantiacum (cestrum naranja, jazmín naranja, cestrum amarillo) es una especie invasora,   nativa de Norteamérica y de Sudamérica.  Es usada como planta ornamental, y es una planta venenosa.

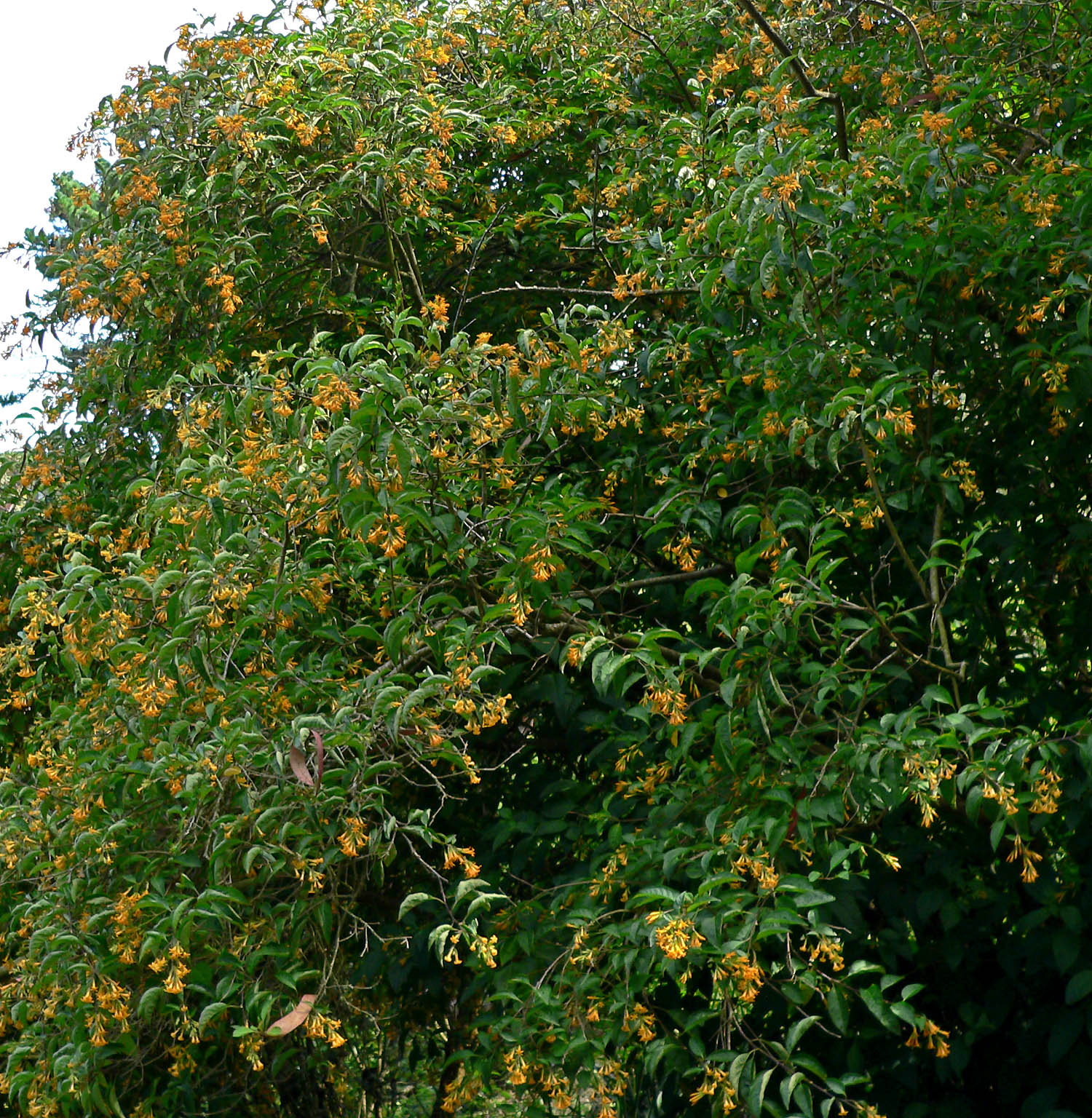
Vista de la planta

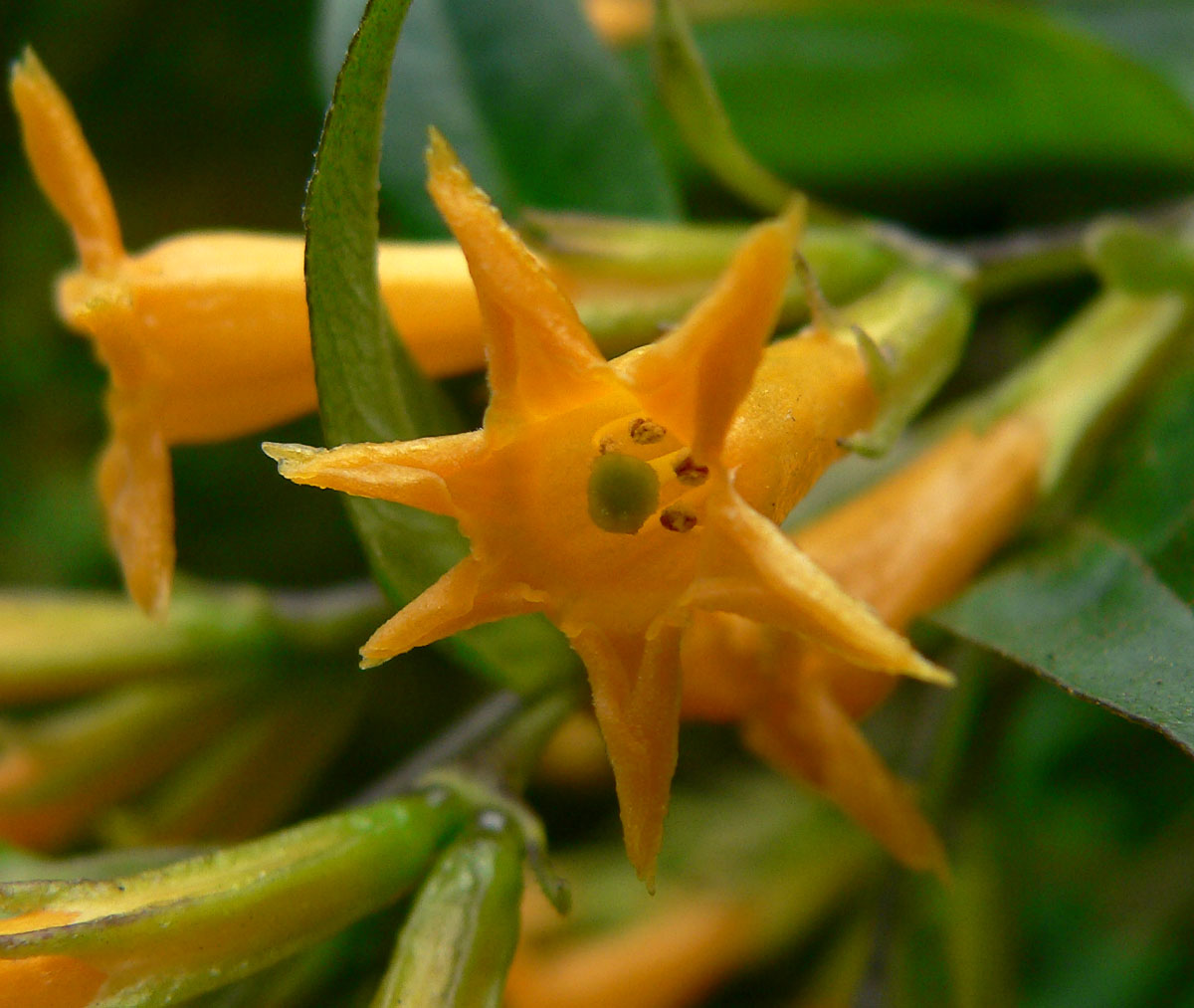
Detalle de la flor

## Descripción
Es un arbusto que alcanza un tamaño de 1 a 3 metros de altura, glabro o raramente pubescente; la raíz perenne, fibrosa, ramificada, con el tallo erecto,  muy ramificado, con las ramas opuestas, bifurcadas o erectas, de color verdoso. Las hojas opuestas , lineales o lineal-lanceoladas, agudas, atenuadas en la base, sésiles o subsésiles, enteras, casi planas. Las inflorescencias en panículas de muchas flores, de 3-8 cm de largo, de color amarillo, la corola en forma de embudo, con un tubo subcilíndrico,  blanco por debajo, por encima de color amarillo azafrán. El fruto es una cápsula.

## Taxonomía
Cestrum aurantiacum fue descrita por John Lindley y publicado en Edwards's Botanical Register 30(Misc.): 71. 1844.
Etimología
Cestrum: nombre genérico que deriva del griego kestron = "punto, picadura, buril", nombre utilizado por Dioscórides para algún miembro de la familia de la menta.
aurantiacum: epíteto latino que significa "dorado".
sinonimia
- Capraria lanceolata L.f. (1782)
- Buddleja glaberrima Loisel.
- Freylinia oppositifolia Spin
- Freylinia cestroides Colla (1824)
- Capraria salicifolia Salisb. (1796)
- Freylinia lanceolata (L.f.) G.Don[3]
- Cestrum auriculatum Ruiz & Pav.
- Cestrum chaculanum Loes.
- Cestrum paucinervium Francey
- Cestrum pedunculare Pav. ex Dunal
- Cestrum regelii Planch.
- Cestrum warszewiczii Klotzsch
- Habrothamnus aurantiacus Regel[9]